# Dimarella nayarita
Dimarella nayarita är en insektsart som beskrevs av Stange in Miller och Stange 1989. Dimarella nayarita ingår i släktet Dimarella och familjen myrlejonsländor. Inga underarter finns listade i Catalogue of Life.